# Kenneth Anger
Kenneth Anger właśc. Kenneth Wilbur Anglemyer (ur. 3 lutego 1927 w Santa Monica, zm. 11 maja 2023 w Yucca Valley) – amerykański reżyser, scenarzysta, aktor, pisarz, okultysta, producent i montażysta filmowy.

## Życiorys
Wychowywał się w pobliżu centrum filmowego Hollywood na zachodnim wybrzeżu USA. Gdy miał osiem lat zadebiutował na dużym ekranie rolą księcia w hollywoodzkiej produkcji Sen nocy letniej. Swój pierwszy film nakręcił, gdy miał dziewięć lat. Większość jego filmów jest o tematyce okultystycznej. Ponieważ dla amerykańskich widzów były zbyt brutalne i odważne, więc większość swoich filmów nakręcił w Europie, szczególnie we Francji. Należał do Kościoła Szatana, a także był autorem książki Hollywood Babylon, przedstawiającej tajemnice gwiazd amerykańskiego kina. Był wielbicielem okultysty Aleistera Crowleya, sfilmował niektóre z malowideł w jego Opactwie Thelemy w swoim filmie Thelema Abbey (1955), obecnie uważanym za zaginiony.
Anger był jednym z pierwszych amerykańskich producentów filmowych, którzy jawnie wypowiedzieli się odnośnie swojej orientacji homoseksualnej.

## Filmografia
Reżyser
- Who Has Been Rocking My Dreamboat (1941)
- Tinsel Tree (1942)
- Prisoner of Mars (1942)
- The Nest (1943)
- Drastic Demise (1945)
- Escape Episode (1946)
- Fireworks (1947)
- Puce Moment (1949)
- Rabbit’s Moon (1950)
- Eaux d'artifice (1953)
- Inauguration of the Pleasure Dome (1954)
- Scorpio Rising (1964)
- Kustom Kar Kommandos (1965)
- Invocation of My Demon Brother (1969)
- Lucifer Rising (1972)
- Senators in Bondage (1976)
- Ich will! (2000)
- Don't Smoke That Cigarette (2000)
- The Man We Want to Hang (2002)
- Anger Sees Red (2004)
- Mouse Heaven (2004)
- 42 One Dream Rush (2009)

Scenarzysta
- Who Has Been Rocking My Dreamboat (1941)
- Tinsel Tree (1942)
- Prisoner of Mars (1942)
- The Nest (1943)
- Drastic Demise (1945)
- Senators in Bondage (1976)
- Ich will! (2000)
- Anger Sees Red (2004)
- Mouse Heaven (2004)

Producent filmowy
- Who Has Been Rocking My Dreamboat (1941)
- Tinsel Tree (1942)
- Prisoner of Mars (1942)
- The Nest (1943)
- Drastic Demise (1945)
- Eaux d'artifice (1953)
- Senators in Bondage (1976)
- Ich will! (2000)
- Don't Smoke That Cigarette (2000)
- Anger Sees Red (2004)
- Mouse Heaven (2004)

Montażysta filmowy
- Who Has Been Rocking My Dreamboat (1941)
- Tinsel Tree (1942)
- Prisoner of Mars (1942)
- The Nest (1943)
- Drastic Demise (1945)
- Eaux d'artifice (1953)
- Senators in Bondage (1976)
- Ich will! (2000)
- Don't Smoke That Cigarette (2000)
- Anger Sees Red (2004)

Aktor
- Fireworks (1947)
- The Dead (1960) jako on sam
- Lucifer Rising (1972) jako Lucyfer
- Jonas in the Desert (1994) jako on sam
- The Art of Influence (1998) jako on sam
- Busby Berkeley: Going Through the Roof (1998) jako on sam
- Donald Cammell: The Ultimate Performance (1998) jako on sam
- Anger Rising (1999) jako on sam
- Jonas at the Ocean (2001) jako on sam
- Rescued From the Closet (2001) jako on sam
- Added Attractions: The Hollywood Shorts Story (2002) jako on sam
- Kinsey (2005) jako on sam
- 42 One Dream Rush (2009) jako Lucyfer